# 東京都立町田工科高等学校
東京都立町田工科高等学校（とうきょうとりつ まちだこうかこうとうがっこう、英: Tokyo Metropolitan Machida Technical Senior High School）は、東京都町田市忠生一丁目に所在する都立工科高等学校。

## 設置学科
- 全日制課程　
  - 総合情報科（定員各学年175名、計525名）：1年次は全生徒が情報デザインから機械システムまですべての系列の実習を体験し「ものづくり」を土台に情報活用能力を育てる。男女問わず全生徒がコンピュータグラフィック、情報処理、コンピュータ技術、電気工事、電子工作、旋盤などを体験する。2年次から自分の学びたい系列を選択して専門の学習を進める。
    - 情報デザイン系列：CG・アニメーション・イラスト・デッサン・建築・インテリア・ファッションなどを学習する。
      - 専門科目：デザイン製図/デザイン技術/デザイン史/デザイン理論　ほか
      - 目指す資格：色彩検定、グラフィックデザイン検定

    - 情報テクノロジー系列 ：オフィスソフトを中心に情報処理と簡単なプログラミングについて学習する。
      - 専門科目　：コンピュータシステム技術/インターネット実習/情報技術/アプリケーション言語/ビジュアルプログラム　ほか
      - 目指す資格　：ITパスポート、情報処理検定、パソコン検定：コンピュータの仕組みや管理、プログラミングについて学び、コンピュータシステムを活用する能力を身に付ける。シスコネットワーキングアカデミー認定校
      - 専門科目　：ハードウェア技術/ソフトウェア技術/情報セキュリティ/プログラミング/ネットワーク技術　ほか
      - 目指す資格　：CCENT、基本情報技術者、ITパスポート

    - 電気システム系列　：電気・電力に関する知識と技術を学習する。第三種電気主任技術者認定校
      - 専門科目　：電気機器/電力技術/電気製図/電気基礎/電子技術　ほか
      - 目指す資格　：第一種電気工事士、第二種電気工事士

    - 機械システム系列　：いろいろな材料から、ものを作ることや、ものの仕組み、動かし方を学習する。
      - 専門科目　：機械工作/コンピュータ制御/機械製図/機械設計/アセンブラ言語/電子情報 ほか
      - 目指す資格　：旋盤技能検定、ガス溶接認定講習

## 沿革
- 1962年（昭和37年）12月1日 - 設立、初代校長村田憲治着任
- 1963年（昭和38年）4月 - 開校、第1回入学式挙行
- 1964年（昭和39年）6月 - 校歌制定
- 1966年（昭和41年）3月 - 第1回卒業式挙行
- 1968年（昭和43年）
  - 2月 - 初代校長村田憲治逝去
  - 2月 - 教頭遊佐五郎、校長代行就任
  - 3月 - 体育館竣工
  - 4月 - 第2代校長竹内乙吉着任
- 1970年（昭和45年）2月 - プール竣工
- 1971年（昭和46年）1月 - 第3代校長高田七五三雄着任
- 1972年（昭和47年）11月 - 創立10周年記念式典挙行、記念誌「10年のあゆみ」刊行
- 1974年（昭和49年）4月 - 第4代校長田中次郎着任
- 1977年（昭和52年）4月 - 第5代校長古賀芳徳着任
- 1980年（昭和55年）4月 - 第6代校長中山益男着任
- 1981年（昭和56年）8月 - 一日体験入学行事開始
- 1982年（昭和57年）
  - 1月 - 初の推薦入学面接選考実施
  - 4月 - 第7代校長中村賢治着任
- 1983年（昭和58年）4月 - 創立20周年記念誌「樹齢二十年」刊行
- 1985年（昭和60年）8月 - パソコン41台導入
- 1986年（昭和61年）3月 - 体育館改修・格技棟（屋上にプール併設）竣工
- 1987年（昭和62年）
  - 4月 - 第8代校長露生信男着任
  - 10月 - 第1回公開講座「初めて学ぶ方のためのパソコン教室」開催
- 1988年（昭和63年）3月 - 産振特別設備、ロボット制御装置・自動計測制御装置・電子顕微鏡装置・自動設計製図装置（CAD製図システム）完工
- 1990年（平成2年）3月 - 外構緑化工事竣工
- 1991年（平成3年）
  - 1月 - 西友町田店7階市民ギャラリーにおいて、第一回町田工業生徒作品展開催
  - 4月 - 第9代校長長澤作夫着任
- 1992年（平成4年）
  - 4月 - 電気科が電気情報科となる
  - 12月 - 創立30周年記念式典挙行、記念誌「樹輪」刊行
- 1994年（平成6年）4月 - 第10代校長木村武敏着任
- 1999年（平成11年）4月 - 第11代校長首藤睦雄着任
- 2001年（平成13年）4月 - 学科改編に伴う学科の変更により総合情報科第1期生入学
- 2002年（平成14年）
  - 4月 - 第12代校長瀧上文雄着任
  - 6月 - 新校舎竣工
- 2003年（平成15年）11月 - 新校舎落成・創立40周年記念式典挙行、記念誌「樹輪」刊行
- 2005年（平成17年）4月 - 総合情報科系列改編によりメカトロ技術系列および生産技術系列を統合、機械システム系列となる
- 2006年（平成18年）4月 - 重点支援校指定
- 2007年（平成19年）4月 - 第13代校長石坂正俊着任
- 2010年（平成22年）4月 - 第14代校長高松清着任
- 2012年（平成24年）11月 - 創立50周年記念式典挙行、記念誌刊行
- 2013年（平成25年）4月 - 第15代校長渕脇栄一着任
- 2016年（平成28年）4月 - 第16代校長山之口和宏着任
- 2020年（令和2年）4月 - 第17代校長前田平作着任
- 2021年（令和3年）4月 - 情報システム系列とアプリケーション系列を発展的に統合、情報テクノロジー系列となる
- 2023年（令和5年）4月 - 校名を東京都立町田工業高等学校から東京都立町田工科高等学校に改称

## 部活動
体育系部活動
- 硬式テニス部
- 硬式野球部
- サッカー部
- ラグビー部
- 自転車部
- 柔道部
- 卓球部
- バスケットボール部
- バドミントン部
- バレーボール部
- ハンドボール部
- フラダンス部
- 陸上部
- ワンダーフォーゲル部

文化系部活動　
- アニメーション部
- 演劇部
- ギター部
- コンピュータ部
- 茶道部
- 写真部
- 吹奏楽部
- 鉄道部
- 天文部
- 美術・陶芸部
- マシンクラフト部
- ロボット部
- e-sports部

## 進路
- 平成26年度実績　
  - 就職55％、内定率は毎年ほぼ100％
  - 大学・短大11％（ほぼ指定校推薦）
  - 専門学校等29％（ほぼ指定校推薦）

## 著名な出身者
- 上温湯隆（冒険家、中退）
- 海老原晃（芸人）

## 交通
出典 : 
| 乗車停留所       | のりば | 系統                         | 下車停留所                  | 運行事業者 |
| ---------------- | ------ | ---------------------------- | --------------------------- | ---------- |
| 町田バスセンター | 3      | 町32・町34                   | 「町田工業高校前」、徒歩1分 | ■神奈中    |
| 町田バスセンター | 3      | 町33・町66                   | 「忠生公園前」、徒歩5分     | ■神奈中    |
| 町田バスセンター | 13     | 町29・町30・町60・町62       | 「上宿」、徒歩5分           | ■神奈中    |
| 町田バスセンター | 14     | 町26・町27・町31・町36・町45 | 「上宿」、徒歩5分           | ■神奈中    |
| 町田ターミナル   | 2      | 町28                         | 「忠生公園前」、徒歩5分     | ■神奈中    |

なお、2023年4月時点で校名変更に伴う停留所名の変更は実施されていない。